# NGC 6967
NGC 6967 é uma galáxia espiral (S0-a) localizada na direcção da constelação de Aquarius. Possui uma declinação de +00° 24' 44" e uma ascensão recta de 20 horas, 47 minutos e 34,0 segundos.
A galáxia NGC 6967 foi descoberta em 27 de Agosto de 1857 por William Parsons.